# Reiner von Velen

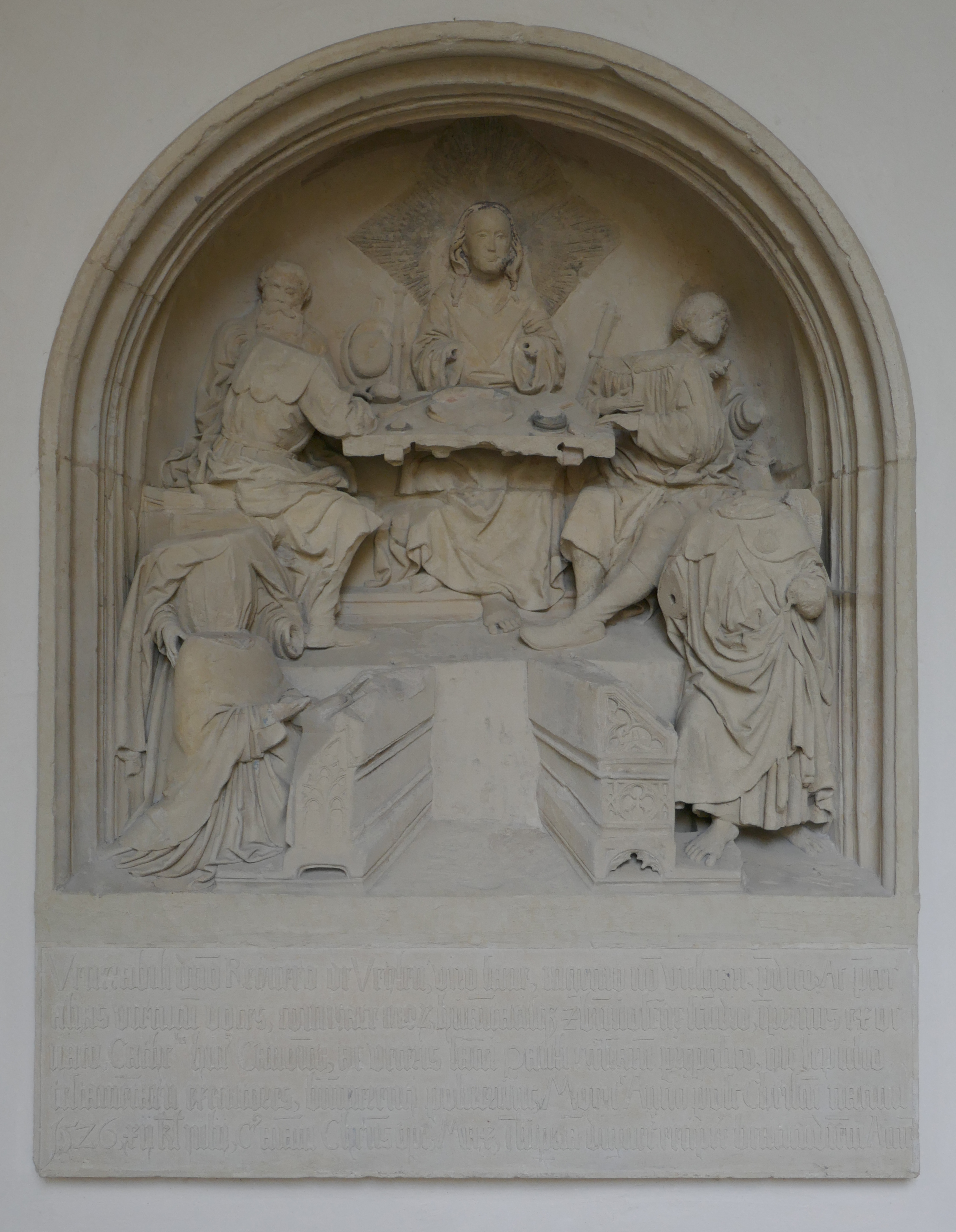
Epitaph

Reiner von Velen (* vor 1480; † 20. Juni 1526 in Münster) war Domherr in Münster.

## Leben
Reiner von Velen entstammte der westfälischen Adelsfamilie von Velen. Die Nachkommenschaft seines Bruders Hermann († 1521) schaffte es in viele bedeutende Ämter und stellte über lange Zeit die Amtsdrosten in Meppen und Rheine.
Nach Studien in Bologna und danach in Siena wurde Reiner von Velen im Jahre 1500 Domherr im Alten Dom in Münster. Acht Jahre später war er Kanoniker in Xanten und verzichtete hier im Jahre 1513. Am 3. April 1518 erhielt er das Archidiakonat Velen. Die Wahl zum Dompropst fiel auf den 7. Januar 1520 und wurde vom Bischof am 16. Januar bestätigt. Seinen Amtseid leistete Reiner drei Tage später und gelobte dabei die Einhaltung der von seinem Vorgänger Rudolf von Langen mit dem Domkapitel getroffenen Vereinbarung über die Güterverwaltung. Am 7. Februar 1520 unterschrieb Velen einen Vertrag, der die Güterverwaltung zwischen Dompropst und Domkapitel im Einzelnen regelte. Diese Vereinbarung wurde von Seiten des Bischofs am 11. Februar 1521 und am 7. Januar 1527 vom Papst bestätigt. Es entwickelte sich ein lange Zeit dauernder Streit über die Einsetzung des Koadjutors durch den Propst. Das Kapitel sah darin eine Einschränkung seines Wahlrechts und schrieb am 6. März 1525 an das Domkapitel wegen seiner und der Übergriffe durch Rotger Schmising. Wegen Ungenauigkeiten in der Amtsführung erließ die Rota am 25. März 1525 ein Urteil.
Reiner von Velen ist im Dom zu Münster begraben. Sein Epitaph befindet sich im Kreuzgang des Doms und nennt den 12. Juli 1526 als seinen Todestag.